# Program Skylab
Skylab (skrót od ang. Sky Laboratory: kosmiczne laboratorium) – amerykańska stacja kosmiczna działająca od 14 maja 1973 do 11 lipca 1979 r.

## Początki Skylaba
W 1963 roku lotnictwo wojskowe Stanów Zjednoczonych sporządziło plany małej stacji kosmicznej MOL (Manned Orbiting Laboratory, załogowe laboratorium orbitalne). Projekt bazował na programie Gemini i w zasadzie miał na celu misje zwiadowcze. Wyselekcjonowano 17 wojskowych kandydatów i zaczęto szkolenie przygotowujące dwuosobowe załogi do pobytu na takiej stacji. W 1969 roku program został przerwany, zanim odbyły się jakiekolwiek loty. Agencja NASA stworzyła w 1965 roku Program Zastosowania Apollo (Apollo Application Program, AAP), którego zadaniem było długoterminowe wykorzystanie urządzeń i osiągnięć programu Apollo oraz ugruntowanie pozycji Ameryki w kosmosie po załogowych lądowaniach na Księżycu. W końcu postanowiono przeprojektować trzeci człon Saturna S-IVB, początkowo planowanego do misji orbitalnych wokół Ziemi, by uczynić z niego stację orbitalną. Rozważano opcje, w jaki sposób wynieść na orbitę masywną cylindryczną stację, ale rezygnacja z trzech ostatnich załogowych lotów na Księżyc, zwolniła rakietę nośną Saturn V. W pełni wyposażoną stację AAP (później nazwaną Skylab) można już było w całości umieścić na orbicie.

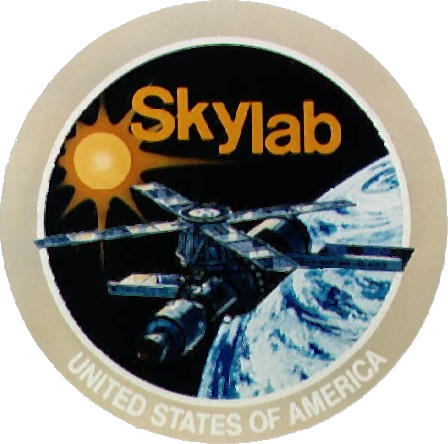
Logo programu Skylab

## Opis

### Zadania
Celem umieszczenia laboratorium na orbicie było udowodnienie możliwości przeżycia ludzi w dłuższym czasie w przestrzeni kosmicznej. Możliwości realizacji eksperymentu pojawiły się po zarzuceniu dalszych misji Apollo przez NASA i decyzji o wykorzystaniu sprzętu w projekcie Skylab.

### Aparatura naukowa
- zestaw teleskopowy Apollo (ATM – Apollo Telescope Mount)
- koronograf (specjalny teleskop do obserwacji korony słonecznej)
- spektrograf rentgenowski (do badania widma promieniowania rentgenowskiego Słońca, które nie dociera do powierzchni Ziemi)
- spektroheliometr (do badania widma promieniowania słonecznego)
- teleskop rentgenowski
- dwa spektrografy ultrafioletowe
- dwa teleskopy do obserwacji Słońca w linii widmowej Hα (o długości 656 nm)
- Osobny zespół przyrządów obserwacyjnych o nazwie EREP (Earth Resources Experiments Package) składał się z:
  - sześciu kamer (osiemnaście filtrów) obserwacyjnych dla różnych pasm widma
  - spektroskop podczerwieni – kamera, układ obrotowy filtrów, chłodnica kriogeniczna
  - spektroskop wielozakresowy omiatający – zwierciadło wirujące 6000 obr./min, 13 kanałów z detektorami HgCdTe
  - radiometr pasma L w zakresie około 21 cm – układ antenowy 1 m[3]
  - radiometru mikrofal
  - przepatrującej kamery obserwacyjnej „telewizyjnej”

### Prace badawcze[3]
- Obserwacje Słońca przy pomocy modułu ATM (Apollo Telescope Mount)
  - Obrazy rentgenowskie rozbłysków i rejestracja widma promieniowania rentgenowskiego Słońca.
  - Badanie rozwoju obszarów aktywnych nierozbłyskowych.
  - Badanie korelacji promieniowania rentgenowskiego ze zjawiskami powierzchniowymi.
  - Zdjęcia obszarów Słońca w okresach aktywnych i spokojnych.
  - Rejestracja całkowitego promieniowania rentgenowskiego w pasmach 0,6–0,8 nm i 0,8–2,0 nm.
  - Obrazy korony nad całym Słońcem w skrajnym promieniowaniu UV.
  - Badania rozbłysków promieniowania UV w atmosferze Słońca blisko aktywnych obszarów jego powierzchni lub nad nimi.
  - Zdjęcia korony celem uzyskania informacji o jej jasności, kształcie, polaryzacji promieniowania oraz rozwoju aktywności i jej związków ze zjawiskami powierzchniowymi.
  - Zdjęcia obłoków pyłowych w punktach libracyjnych Ziemi.
  - Poszukiwanie planety wewnątrz orbity Merkurego.
  - Obraz całego Słońca w linii Hx
- Program obserwacji przy pomocy przyrządów EREP
Przyrządy te były wykorzystywane do realizacji 145 programów obserwacyjnych. Dotyczyły najrozmaitszych zagadnień z dziedziny poszukiwania zasobów mineralnych, gleboznawstwa, badania skażeń wód, hydrologii, oceanografii, kartografii, meteorologii, identyfikacji zasobów roślinnych itd.Przykłady programów zrealizowanych przy użyciu zestawu przyrządów EREP.
  - Mapy gleb zasolonych Weslaco w Teksasie.
  - Inwentaryzacja zasiewów ryżu itp. Colorado, Luizjana.
  - Studia systemu ekologicznego terenów górzystych płaskowyżu Colorado.
  - Analiza pól naftowych basenu Anadarko w Oklahomie.
  - Badanie basenu spływu wód – północna Kalifornia, Arizona, Teksas, Nowa Anglia i nowojorski obszar jeziora Ontario.
  - Badania rozwoju i zaniku huraganów.
  - Wykazanie przydatności zdjęć z wysokiej orbity do sporządzania map odległych terenów, takich jak „Zielone piekło” Paragwaju.
  - Sporządzenie map i uaktualnienie istniejących map USA.
  - Badanie parametrów rozkładu wilgotności gleby, związków między glebami a roślinnością oraz występowania wód podziemnych na objętych suszą obszarów Afryki.
  - Sprawdzenie przydatności obserwacji dla badań wykorzystania ziemi w Kalifornii, Colorado, Teksasie, Iowie, Indianie, Marylandzie, Nowym Jorku oraz Meksyku i Australii.
  - Skorelowanie zmian zawartości chlorofilu, rozkładów temperatur i mas wodnych we wschodniej części Zatoki Meksykańskiej z połowami sportowymi ryb celem określenia wpływu środowiska wodnego na rozkład ryb przeznaczonych do odłowu sportowego.
  - Ocena przydatności danych mikrofalowych do określenia stanu morza w okresach spokoju i zaburzeń.
  - Wykonanie map rozkładu czterech milionów ton wodorostów Morza Sargasowego na wschód od Florydy jako potencjalnych zasobów naturalnych.
  - Określenie powierzchniowych i geologicznych, związanych ze złożami mineralnymi Colorado, Nevada, Utah, Arizona, Kalifornia, Pensylwania.
  - Wykonanie map cech terenowych, powierzchniowych, związanych z występowaniem wód podziemnych i zasobami wodnymi USA.
- Badanie wpływu stanu nieważkości na człowieka[3].
  - Zmiany mineralne, elektrolitów ciała i hormonalne – bilans wodny.
    - Bilans mineralny. Badanie pobierania i wydalania wapnia, azotu i in.
    - Demineralizacja kości. Badania densytometryczne kości przez prześwietlanie promieniami rentgena.
    - Badanie płynów ustrojowych. Badanie bilansu wodnego ustroju człowieka.
    - Pomiary masy próbek biologicznych. Pomiary masy ciała ludzkiego.

  - Krew i odporność.
    - Badania cytogenetyczne krwi. Badania zmian w chromosomach leukocytów i in.
    - Objętość krwi i trwałość krwinek. Badania objętości krwi i długości życia krwinek czerwonych.
    - Odporność organizmu ludzkiego. Badania zmian odporności komórek in vitro w zależności od mikroflory.
    - Efekty hematologiczne specjalne.
    - metabolizm czerwonych krwinek. Badania mechanizmu hemostazy (krzepnięcia krwi).
    - Hodowla komórek ludzkich. Rozwój pojedynczych komórek człowieka w nieważkości.

  - Układ krążenia.
    - Wektokardiogram. Kontrola działania serca i układu krążenia.
    - Obniżanie ciśnienia przy dolnej połowie ciała. Badanie wpływu obniżonego ciśnienia przy dolnej połowie ciała na rozmieszczenie krwi w organizmie (to samo na Ziemi przed lotem i po powrocie).

  - Wydatek energii i sprawność
    - Przemiana podstawowa. Badanie przemiany podstawowej w spoczynku, w ruchu (na cykloergometrze) i w czasie wykonywania zadań operacyjnych.
    - Sprawność. Porównanie między sprawnością na Ziemi i w trakcie lotu kosmicznego.

  - Ośrodkowy układ nerwowy. Określenie reakcji tego układu i ewentualnych zmian w wyniku lotu kosmicznego.
    - Badanie aparatu przedsionkowego. Kontynuacja doświadczeń z programu Gemini. Wpływ nieważkości i mikrograwitacji na odczuwanie i organizację przestrzeni osobistej i zewnętrznej. badania wpływu długotrwałej nieważkości na integralność aparatu przedsionkowego.
    - Przebieg snu. Wykorzystanie elektroencefalografu do badania przebiegu snu i czuwania oraz określenie koncentracji w zależności od cyklu pracy i odpoczynku.

  - Rytm dobowy.
    - Badanie rytmu dobowego myszy.
    - Badanie rytmu dobowego muszki octówki.

  - Kontrola środowiska.
    - Analiza aerozoli. Badanie aerozoli w atmosferze pomieszczeń Skylaba.
    - Pomiar dawek promieniowania jonizującego w stanie nieważkości.

  - Inne.
    - Hodowla brudnicy nieparki. Hodowla osobników jałowych.
    - Sieć pajęcza. Badanie snucia sieci pajęczej w stanie nieważkości (Anita i Arabella).
    - Oddychanie ziemniaków.
- Doświadczenia technologiczne.
  - Powłoki kontrolujące przepływ ciepła. Zdalne pomiary temperatury pod próbkami, dostarczające informacji o stopniu zniszczenia powłok, spowodowanego przez start i pobyt w przestrzeni kosmicznej.
  - Zapalność przy braku grawitacji. Badanie powierzchniowego rozprzestrzeniania się płomienia, przerzucanie płomienia na sąsiednie materiały, gaśnięcia samoistnego i gaszenie próżnią lub wodą na próbkach: aluminizowanej folii mylarowej, nylonu w arkuszach, tkaniny nylonowej powleczonej neoprenem, gąbki poliuretanowej, papieru celulozowego i tkaniny teflonowej.
  - Cięcie i spawanie. Badanie topnienia i płynięcia, cięcie i spawanie wiązką elektronów glinu stali nierdzewnej i tantalu.
  - Lutowanie twarde. Łączenie rur i rękawów niklowych i stalowych stopem eutektycznym Ag/Al/Li.
  - Otrzymywanie kul. Otrzymywanie kul o średnicy około 6 mm z: niklu, stopu niklu i cyny oraz stali typu „maraging”.
  - Wytwarzanie monokryształów. Hodowla monokryształów GaAs z ciekłego galu i polikrystalicznego GaAs. Otrzymywanie kryształów wolnych od zakłóceń sieci wywołanych grawitacją i wpływem ścianki.
  - Wytwarzanie związków chemicznych. Otrzymywanie krystalicznego GeSe. Określenie w jakim stopniu można poprawić stopień doskonałości i chemiczną jednorodność kryształów.
  - Wytwarzanie stopów z materiałów nie mieszających się na Ziemi. Otrzymywanie stopów z metali, które przy próbach zmieszania na Ziemi rozdzielają się.
  - Dyfuzja znaczników izotopowych. Badanie samodyfuzji i dyfuzji zanieczyszczeń w ciekłym cynku w locie kosmicznym i określenie efektów zakłócających, wywołanych przyspieszeniem ruchu stacji kosmicznej, jeśli takie zakłócenia występują.
  - Mikrosegregacja w germanie. Częściowe stopienie i zestalenie ukierunkowane w stanie braku grawitacji. Określenie, po powrocie, stopnia mikrosegregacji domieszek wywołanej tymi procesami.
  - Hodowla kryształów o wysokim stopniu czystości. Hodowla kryształów InSb, z zarodków w kontakcie z zawieszoną kroplą ciekłego InSb, tak aby wzrost kryształu następował wewnątrz kropli, a jej powierzchnia zestaliła się na końcu. Próba otrzymania kryształów o dużej jednorodności chemicznej i doskonałości strukturalnej. Badania ich własności i porównanie z własnościami teoretycznymi kryształów idealnych.
  - Tworzywa zespolone, zbrojone wąsami. Otrzymywanie srebra lub glinu zbrojonego ukierunkowanymi wąsami SiC przez topienie pod jednokierunkowym ciśnieniem, aby uniemożliwić tworzenie się pustych przestrzeni.
  - Mikrosegregacja w kryształach InSb. Doświadczenie podobne do mikrosegregacji w germanie.
  - Hodowla kryształów mieszanych grupa III-V. Próby hodowli kryształów mieszanych InSb i GaSb przez kierunkowe zestalenie. Określenie, jak nieważkość wpływa na kierunkowość w dwuskładnikowych stopach półprzewodnikowych. W otrzymanych monokryształach ocenienie, jak ich własności półprzewodnikowe zależą od składu chemicznego.
  - Topienie siatek srebra. Określenie zmian wielkości i kształtów w siatkach z bardzo cienkich drutów srebra po stopieniu i zestaleniu w stanie nieważkości.
  - Eutektyka Cu-Al. Określenie wpływu nieważkości na tworzenie się struktury lamelarnej w stopach eutektycznych, takich jak Cu-Al przy zestalaniu ukierunkowanym.
- Obserwacje ziemskich zjawisk

### Parametry stacji Skylab
- Projekt, adaptacja i budowa przy wykorzystaniu elementów programu Apollo: 1969-1973
- Masa startowa: 88 830 kg
- Masa na orbicie satelitarnej (ze statkiem Apollo): 91 030 kg
- Masa elementów składowych:
  - Apollo (+ mat. pędne 2300 kg): 14 000 kg
  - Obserwatorium astronomiczne ATM: 11 100 kg
  - Blok cumowniczy MDA: 6200 kg
  - Śluza AM: 22 230 kg
  - Przedział przyrządów IU: 2060 kg
  - Pracownia satelitarna OWS: 35 380 kg
- Pojemność stacji: całkowita 369 m³, użytkowa 324 m³
- Długość całkowita: 36,2 m
- Rozpiętość: 27 m
- Moc elektryczna: nominalna – 22,9 kW, faktyczna – 16,7 kW
- Atmosfera: tlen (72%) + azot (28%), ciśnienie 0,34 atm
- Stabilizacja: układ z trzema kołami zamachowymi po 181 kg, 9000 obr./min oś Z±10", osie X i Y±2,5"[3].

### Przebieg programu Skylab
- SL-1

start 14.05.1973 r., orbita 441/437 km (plan. 435 km), 50°, bez załogi
- SL-2

czas trwania lotu: 25.05–22.06.1973 r., 28 dni, 49 min
załoga: Charles Conrad – dowódca, Paul Weitz, Joseph Kerwin
Liczba okrążeń Ziemi: 404, czas pobytu na zewnątrz stacji: 5,7 godz., zdjęcia z ATM: 30 242, zdjęcia z EREP: 8886
- SL-3

czas trwania lotu: 28.07–25.09.1973 r., 59 dni, 11 godz., 9 min
załoga: Alan Bean – dowódca, Jack Lousma, Owen Garriott
Liczba okrążeń Ziemi: 858, czas pobytu na zewnątrz stacji – 13, 7 godz., zdjęcia z ATM: 77 600, zdjęcia z EREP: 14 400
- SL-4

czas trwania lotu: 16.11.1973 – 8.02.1974 r., 84 dni, 1 godz., 14 min
załoga: Gerald Carr – dowódca, William Pogue, Edward Gibson
Liczba okrążeń Ziemi: 1214, czas pobytu na zewnątrz stacji: 22,3 godz., zdjęcia z ATM: 75 000, zdjęcia z EREP: 17 000
- Łączny czas pobytu 3 załóg: 171 dni, 13 godz., 14 minut
- Łączna liczba okrążeń Ziemi: 2476
- Łączny czas pobytu na zewnątrz stacji: 41,7 godz.
- Łącznie zdjęcia z ATM: 182 842
- Łącznie zdjęcia z EREP: 40 286
- Awarie:

1. Zerwanie zasłony przeciwmeteoroidowej i cieplnej OWS przy starcie – przegrzanie stacji i zmniejszenie mocy elektrycznej o ponad 6 kW.
2. Zakłócenia układu stabilizacji (żyroskopy).

### Budowa stacji

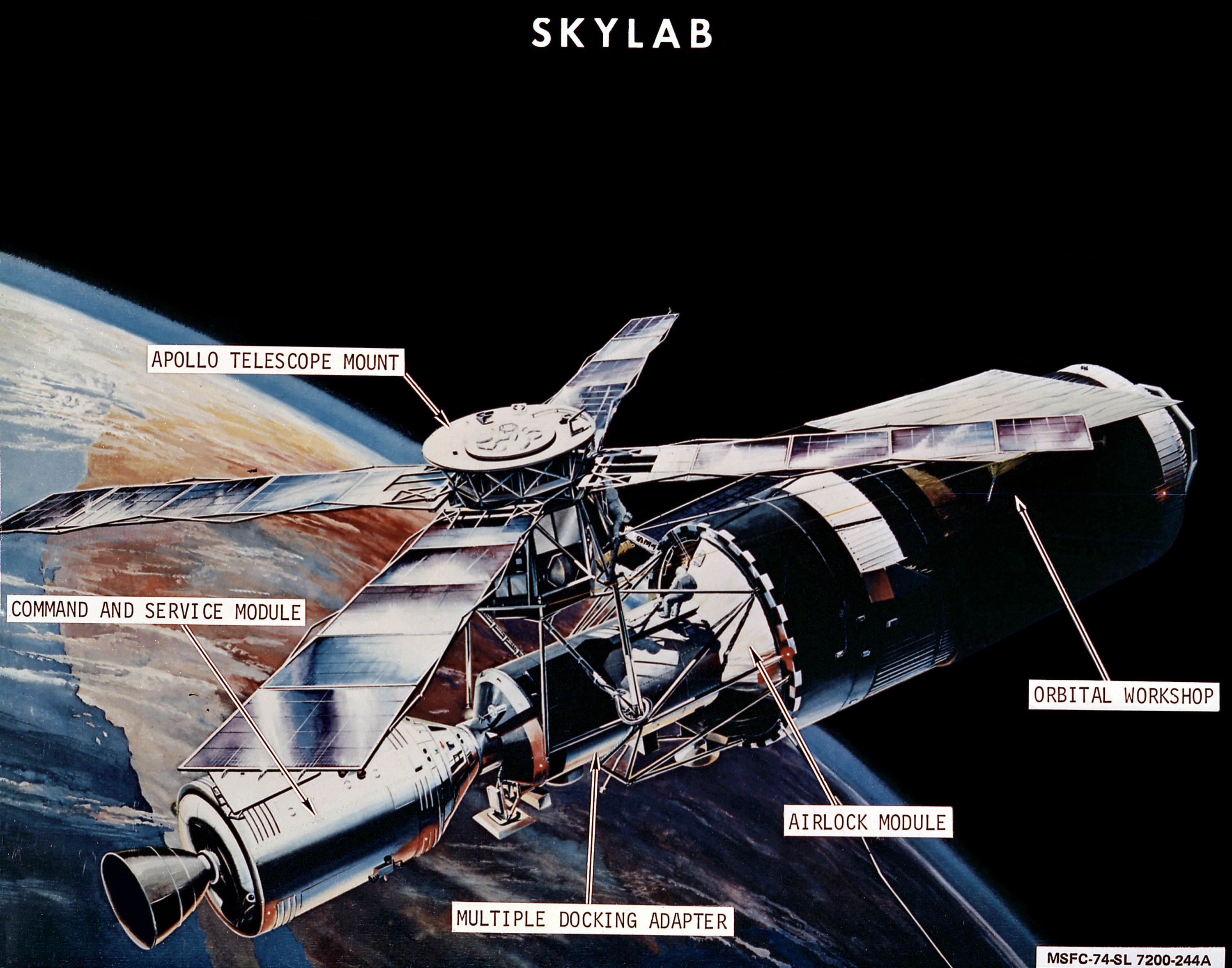
Schemat stacji Skylab

Do budowy stacji wykorzystano rakietę Saturn V. Z jej trzeciego członu S-IVB wykonano kadłub stacji, a z pierwszych jej członów S-IC i S-II zmontowano dwustopniową rakietę nośną Saturn INT-21. Kadłub S-IVB miał średnicę 6,6 m, długość 14,6 m i był przedzielony poprzeczną przegrodą na dwa zbiorniki, większy na ciekły wodór i mniejszy (dolny) na ciekły tlen. Dolny, pozostawiony bez zmian, przeznaczono jako zasobnik na odpadki (były wrzucane do niego przez specjalną śluzę), natomiast górny podzielono na dwa piętra. Dolne piętro o wysokości 2 m było przeznaczone na pomieszczenia mieszkalne i bytowe, a drugie o wysokości 6 m zostało przeznaczone na laboratoria. Z kolei każde z tych pięter podzielono na wiele mniejszych pomieszczeń. Całość miała kubaturę 292 m³. Obiekt ten z kompletnym wyposażeniem miał masę 35 400 kg.
Dokładnie w osi części mieszkalnej dołączona była śluza powietrzna. Miała ona długość 5,4 m, średnicę 3 m i objętość 17 m³. Masa śluzy z wyposażeniem wynosiła 22 200 kg. Znajdowały się w niej trzy luki: jeden do części mieszkalnej, drugi służył jako przejście do urządzenia cumowniczego stacji, trzeci umieszczony na bocznej ścianie umożliwiał wyjście astronautów w otwartą przestrzeń. Natomiast urządzenie cumownicze (zlokalizowane na przedłużeniu śluzy powietrznej) miało długość 5,3 m, średnicę 3,0 m, objętość wewnętrzną około 32 m³ i masę 6300 kg.
Kolejną częścią stacji był teleskop astronomiczny przeznaczony głównie do obserwacji Słońca. Miał on długość 4,4 m, średnicę 3,3 m i masę 11 100 kg. Wykonany był z kadłuba modułu LM służącego w programie Apollo do lądowania na Księżycu. W czasie startu z Ziemi teleskop był zlokalizowany na przedłużeniu osi wzdłużnej stacji, a po umieszczeniu na orbicie został on przemieszczony na bok urządzenia cumowniczego. Teleskop był wyposażony we własne źródło energii otrzymywanej z 4 płyt z fotoogniwami słonecznymi. Źródłem energii elektrycznej Skylaba były dwie płyty z fotoogniwami słonecznymi umieszczone po bokach bazy o rozpiętości około 30 m i powierzchni około 110 m², wytwarzające prąd stały o napięciu 28 V i średniej mocy 3,8 kW. W pomieszczeniach stacji atmosfera składała się z 74% tlenu i 26% azotu pod ciśnieniem około 1/3 ciśnienia atmosferycznego. Zapasy przeznaczone na pobyt trzyosobowej załogi wynosiły: 2690 kg tlenu i 720 kg azotu, 940 kg pożywienia, 3240 kg wody.
Do celów łączności z Ziemią służyło 15 nadajników i 5 odbiorników działających w pasmach 230–450 MHz i 2100–2270 MHz. Kamery telewizyjne pracowały w systemie 525 linii. Do zmiany orientacji i stabilizacji służyło 6 silniczków zasilanych sprężonym azotem i trzy żyroskopy. Oprócz tego teleskop posiadał własny system orientacji o dokładności około 10″. W bazie umieszczono przyrządy do ćwiczeń gimnastycznych i badań biomedycznych oraz doświadczeń materiałowych (topienia i spawania metali, odlewania i krystalizacji materiałów).

## Misje

### SL-1
Stacja Skylab została wyniesiona 14 maja 1973 roku przy pomocy rakiety nośnej Saturn INT-21. Zaraz po starcie pojawiły się problemy techniczne w postaci dużych wibracji: 63 sekundy po starcie oderwana została osłona przeciwmeteorytowa laboratorium wraz z jednym z paneli słonecznych. Resztki osłony unieruchomiły przeciwległy panel słoneczny, uniemożliwiając automatyczne rozłożenie po umieszczeniu na orbicie. Aby zaradzić problemom z zasilaniem, stacja manewrowała na orbicie tak, aby skierować w kierunku Słońca panele słoneczne modułu ATM. Takie ustawienie jednak spowodowało nagrzewanie pozbawionego oderwanej osłony laboratorium do ponad 50 °C. Dopiero po wysłaniu misji SL-2 stację obrócono tak, aby zmniejszyć temperaturę w tym module.

### SL-2 (załogowa)
Początkowo start pierwszej załogowej misji miał nastąpić zaraz po wyniesieniu stacji Skylab. Problemy techniczne jednak spowodowały 10-dniowe opóźnienie. W tym czasie specjaliści NASA starali się przygotować plan najpilniejszych napraw. Misja rozpoczęła się 25 maja 1973 roku i trwała 28 dni i 50 minut. Załogę stanowili: Charles Conrad (dowódca), Paul Weitz (pilot) i Joseph Kerwin (naukowiec). W tym czasie wykonano niezbędne naprawy włącznie z osłonięciem laboratorium przy pomocy „parasola” i obniżeniem temperatury w jego wnętrzu do 24 °C.

### SL-3 (załogowa)
Misja rozpoczęła się 28 lipca 1973 roku i trwała 59 dni i 11 godzin i 9 minut. Załogę stanowili: Alan Bean (dowódca), Jack Lousma (pilot) i Owen Garriott (naukowiec-specjalista w dziedzinie fizyki jonosfery). Tak jak pierwsza załoga, dokonali oni najpierw inspekcji bazy z zewnątrz, a następnie przeszli do Skylaba. Nowa załoga kontynuowała badania poprzedników. Głównym zadaniem drugiej załogi było badanie Słońca. W dniu 6 sierpnia Lousman i Garriott wyszli na zewnątrz bazy, aby założyć właściwy ekran osłonny, w wyniku czego temperatura w bazie spadła do 21 °C. Później wyszli jeszcze dwukrotnie na zewnątrz: 24 sierpnia Lousman i Garriott na 4 godziny i 30 minut (podłączyli nowe żyroskopy), a 22 września Bean i Garriott na 2 godziny i 41 minut (wymienili w teleskopach kasety z taśmami oraz pobrali próbki różnych materiałów). W dniu 31 sierpnia wypróbowano we wnętrzu bazy „latające buty”, okazały się one jednak nieprzydatne. Na badania Słońca astronauci poświęcili 305 godzin, a było ono wtedy bardzo aktywne: zaobserwowano wiele rozbłysków słonecznych. W czasie lotu badano naturalne zasoby Ziemi. Obserwacje wykonano między innymi nad zachodnią Europą, Japonią, Australią, zachodnią Afryką, Ameryką Południową i Środkową. Uzyskane wyniki przekazano zainteresowanym krajom. Obserwowano nawet zagrożenie lawinowe w Szwajcarii, skutki trzęsienia ziemi w Meksyku, a także zanieczyszczenia atmosfery wzdłuż dróg w RFN. Pod koniec sierpnia i na początku września wykryto na Atlantyku narodziny cyklonu Christina, a w Zatoce Meksykańskiej cyklon Delia. Natomiast eksperymenty biologiczne powiodły się tylko częściowo – zdechły doświadczalne myszy i muszki drosophila, zaś ryby nie mogły przywyknąć do braku grawitacji. Pająki, nazwane Anita i Arabella, przystosowały się i zaczęły tkać prawidłowe pajęczyny (do realizacji tego programu wciągnięto młodzież amerykańską. Eksperyment z pająkami zaproponowała siedemnastoletnia uczennica Judith Miles). W dniu 25 września po starannym zakonserwowaniu urządzeń astronauci odcumowali i następnego dnia o godzinie 22:19 powrócili na Ziemię (kabina Apollo wpadła do oceanu do góry dnem, ale po wypełnieniu pływaków powróciła do prawidłowej pozycji).

### SL-4 (załogowa)
Misja rozpoczęła się 16 listopada 1973 roku i trwała 84 dni, 1 godzinę i 16 minut. Załogę stanowili: Gerald Carr (dowódca), William Pogue (pilot) i Edward Gibson (pilot/naukowiec-fizyk). Pierwotnie wyprawa miała trwać 59 dni, ostatecznie zdecydowano, że trwać będzie 84 dni. Nowa załoga pracowała powoli i bez entuzjazmu, ciągle spóźniano się z wykonywaniem swoich zadań, a przywoływani do wydajniejszej pracy popadali w konflikty z naziemnymi ośrodkami kontroli. Rzecz ciekawa – mniej zaangażowanie podchodząc do swoich zadań byli w znacznie lepszej kondycji fizycznej od swoich poprzedników. Mimo tego wykonali przewidziany program badań i zgromadzili ogromny zasób informacji naukowych. Czterokrotnie wychodzili na zewnątrz: 22 listopada na 6 godzin i 34 minuty, 25 grudnia na 7 godzin i 3 minuty, 29 grudnia na 3 godziny 29 minut i wreszcie 3 lutego na 5 godzin i 19 minut. Bardzo ważnym wynikiem ich pracy było przeprowadzenie badań dotyczących rozbłysków słonecznych oraz obserwacja i fotografowanie komety Kohoutka za pomocą pięciu różnych przyrządów. Astronauci fotografowali ją w zakresie widzialnym i nadfiolecie w czasie pobytów na zewnątrz bazy. W czasie gdy zbliżała się do Słońca obserwowali ją przez teleskopy przeznaczone do badań Słońca. Ogółem wykonali 75 tysięcy fotografii komety i Słońca. W prowadzeniu badań przeszkadzał niedostatek energii elektrycznej wywołany pogorszeniem orientacji fotoogniw ku Słońcu (powodem było wyczerpywanie się zapasów azotu służącego do zasilania dysz rakietek). Astronauci powrócili na Ziemię 8 lutego 1974 roku. Po powrocie na Ziemię okazało się, iż są wyżsi o 2 cm.

## Zakończenie programu
Istniały plany utrzymania Skylaba na orbicie przez co najmniej następne osiem lat i wysyłania do niego promów kosmicznych. W tym celu przeprowadzono zdalne testy: umieszczono stację na stabilnej orbicie, a następnie wyłączono wszystkie systemy. Jesienią 1977 roku okazało się, że zwiększona aktywność słoneczna i związana z nią ekspansja atmosfery spowodowała szybsze niż przewidywano obniżenie orbity. NASA nie miała możliwości wyniesienia stacji Skylab na wyższą orbitę, ponieważ program Apollo został zakończony, a misje wahadłowców jeszcze się nie rozpoczęły. Stacja wtargnęła w gęste warstwy atmosfery 11 lipca 1979 r., a jej szczątki spadły do Oceanu Indyjskiego i na zachodnią Australię, pomiędzy miasteczkami Esperance i Rawlinna. Największy, o masie około 500 kg, spadł na terenie pewnej farmy 900 km na wschód od Perth. Wiele elementów stacji (np. szereg zbiorników) nadspodziewanie dobrze przetrwało spadek z kosmosu na Ziemię. Na szczęście obszar ten był stosunkowo rzadko zaludniony i ofiarą katastrofy padła jedynie australijska krowa. Do czasu zniszczenia stacja Skylab okrążyła Ziemię 34 981 razy i przebyła drogę około półtora miliarda kilometrów. Okazało się, że w czasie rozpadu stacja uległa mniejszym obciążeniom termicznym i aerodynamicznym niż się spodziewano, toteż rozpad nastąpił o 16 km niżej niż oczekiwano. Wymiary elipsy rozrzutu okazały się też znacznie mniejsze niż oczekiwano, wyniosła ona 64 na 3860 km.
Na krótko przed startem stacji Skylab NASA planowała również wysłanie w roku 1975 lub 1976 drugiego modułu o nazwie Skylab B, który miał stanowić dodatek do misji Sojuz-Apollo (International Skylab), a następnie zostać rozbudowywana przez wahadłowiec kosmiczny na stację orbitalną (Advanced Skylab), jednak z powodu braku funduszy start Skylaba B anulowano, a sam kadłub stacji w 1976 oddano do muzeum.

## Podsumowanie
Doświadczenia przeprowadzone na pokładzie stacji dotyczyły głównie astronomii (24%), rozpoznania powierzchni Ziemi (48%), techniki i technologii (10%) oraz medycyny i biologii (10%). Badania te zakończyły się sukcesem. Były wynikiem zarówno starannego przygotowania aparatury i eksperymentów jak doskonałości techniki i organizacji prac oraz działalności samych astronautów. Uzyskano ważne informacje z dziedziny fizyki, materiałoznawstwa i technologii otrzymywania produktów o istotnym znaczeniu przemysłowym. Również sukcesem zakończyły się badania medyczne i biologiczne.
Jeśli chodzi o astronomię, to badania dotyczyły Słońca. Każdy z przyrządów znajdujących się w stacji był już wcześniej stosowany w satelitach. Np. koronograf światła białego znalazł się na pokładzie satelity astronomicznego OSO 7 w 1971, a wcześniej na rakietach i balonach stratosferycznych. Jednak w Skylabie przyrządy były większe i znacznie udoskonalone. Sześć głównych instrumentów miało długość około trzech metrów, a łączna ich masa wyniosło ponad tonę. Stabilność obserwatorium astronomicznego ATM była porównywalna ze stabilnością instrumentów umieszczonych na powierzchni Ziemi (niekiedy lepsza od jednej sekundy). Przy braku atmosfery uzyskano zdolność rozdzielczą przestrzenną, widmową lepszą niekiedy o całe rzędy wielkości w porównaniu z poprzednimi osiągnięciami. Jednocześnie badania prowadzone w stacji były wspierane przez równoległe obserwacje na powierzchni naszej planety za pośrednictwem centrali w Ośrodku Kosmicznym im. Johnsona w Houston.
W ciągu dziewięciu miesięcy swojej działalności Skylab napotkał wiele skomplikowanych problemów technicznych, zagrażających całemu programowi. Jednocześnie ta pierwsza amerykańska stacja kosmiczna zasłynęła jako laboratorium z prawdziwego zdarzenia krążące po orbicie. Podczas 3896 okrążeń trzy załogi, które odwiedziły Skylaba potwierdziły, że przestrzeń kosmiczna może stworzyć nową niepowtarzalną jakość badaniom naukowym i technologicznym, a także zmienić sposób, w jaki patrzymy na Ziemię i nasz Wszechświat. Podczas pobytu na stacji astronauci przebyli w sumie około 115 milionów kilometrów w ciągu 171 dni pobytu na pokładzie. Dziewięciu członków załóg wyszło dziesięć razy w przestrzeń, spędzając poza stacją ponad 42 godziny. W tym czasie dokonywali napraw, konserwacji, pobierali zestawy doświadczalne i zbiorniki z filmami z teleskopów, a także fotografowali obiekty kosmiczne. Przeprowadzili trwające ponad dwa tysiące godzin eksperymenty z rozmaitych dziedzin. Jednocześnie udowodnili, że ludzie mogą bezpiecznie przystosować się do życia i długotrwałej pracy w warunkach mikrograwitacji w przestrzeni kosmicznej.
Ponieważ prace nad promem kosmicznym były już zaawansowane, istniała możliwość, że już podczas pierwszych lotów prom będzie mógł dotrzeć do Skylaba i podnieść na wyższą orbitę, co pozwoliłoby odzyskać wyniki kilku doświadczeń, a być może zamieszkać na stacji kilku kolejnym załogom. Jednakże plany promu kosmicznego uległy zmianie, co spowodowało, że i te, i inne pomysły uratowania stacji zostały porzucone – zmniejszanie odległości od Ziemi powoli przybliżało Skylaba do nieuchronnego wejścia w ziemską atmosferę.

## Ciekawostki
- Za zaśmiecanie terenu australijskiego hrabstwa Esperance odłamkami stacji Skylab NASA została ukarana grzywną 400 dolarów przez lokalne władze. Mandat nigdy nie został jednak zapłacony przez amerykańską agencję – uiścili go słuchacze amerykańskiego Highway Radio w 2009 roku, czyli 30 lat po deorbitacji stacji[5].